# Sjunnen
Sjunnen är en tätort i Vetlanda kommun i Jönköpings län, belägen 5,5 km öster om Vetlanda.

## Befolkningsutveckling
| Befolkningsutvecklingen i Sjunnen 1970–2020 | Befolkningsutvecklingen i Sjunnen 1970–2020 | Befolkningsutvecklingen i Sjunnen 1970–2020 | Befolkningsutvecklingen i Sjunnen 1970–2020 | Befolkningsutvecklingen i Sjunnen 1970–2020 |
| ------------------------------------------- | ------------------------------------------- | ------------------------------------------- | ------------------------------------------- | ------------------------------------------- |
|                                             |                                             |                                             |                                             |                                             |
| År                                          |                                             |                                             | Folkmängd                                   | Areal (ha)                                  |
| 1970                                        | 1970                                        |                                             | 214                                         |                                             |
| 1975                                        | 1975                                        |                                             | 366                                         |                                             |
| 1980                                        | 1980                                        |                                             | 466                                         |                                             |
| 1990                                        | 1990                                        |                                             | 534                                         | 47                                          |
| 1995                                        | 1995                                        |                                             | 486                                         | 47                                          |
| 2000                                        | 2000                                        |                                             | 414                                         | 47                                          |
| 2005                                        | 2005                                        |                                             | 417                                         | 47                                          |
| 2010                                        | 2010                                        |                                             | 422                                         | 47                                          |
| 2015                                        | 2015                                        |                                             | 420                                         | 47                                          |
| 2020                                        | 2020                                        |                                             | 421                                         | 57                                          |
| Anm.: Ny tätort 1970                        |                                             |                                             |                                             |                                             |

## Samhället
Det som finns i Sjunnen är ett litet spa, en industri, fin natur och en skidbacke.